# Buick Encore
Buick Encore — міні-кросовер, створений американською компанією Buick.

## Перше покоління (2012-2022)

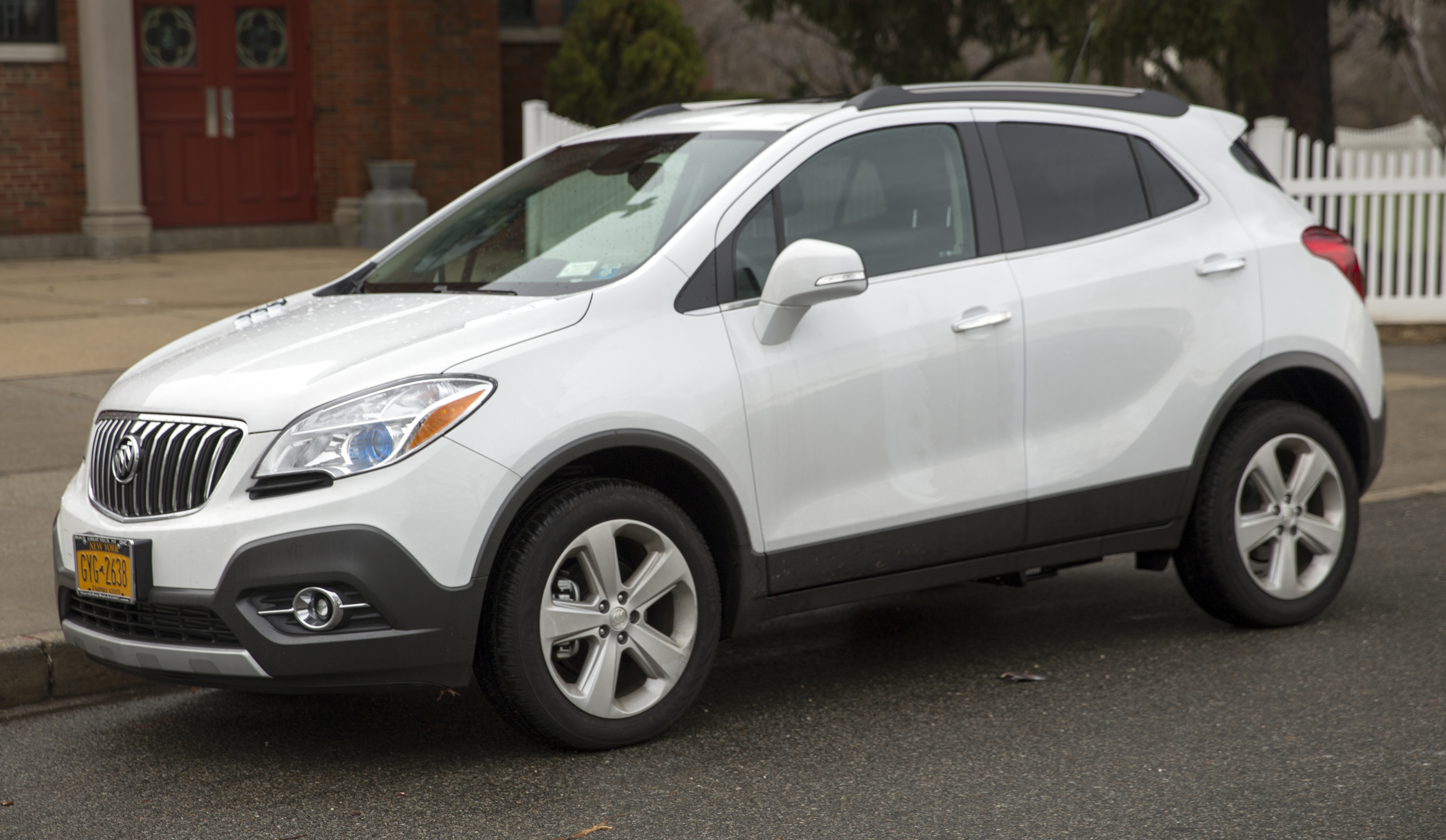
Buick Encore (2012-2016)

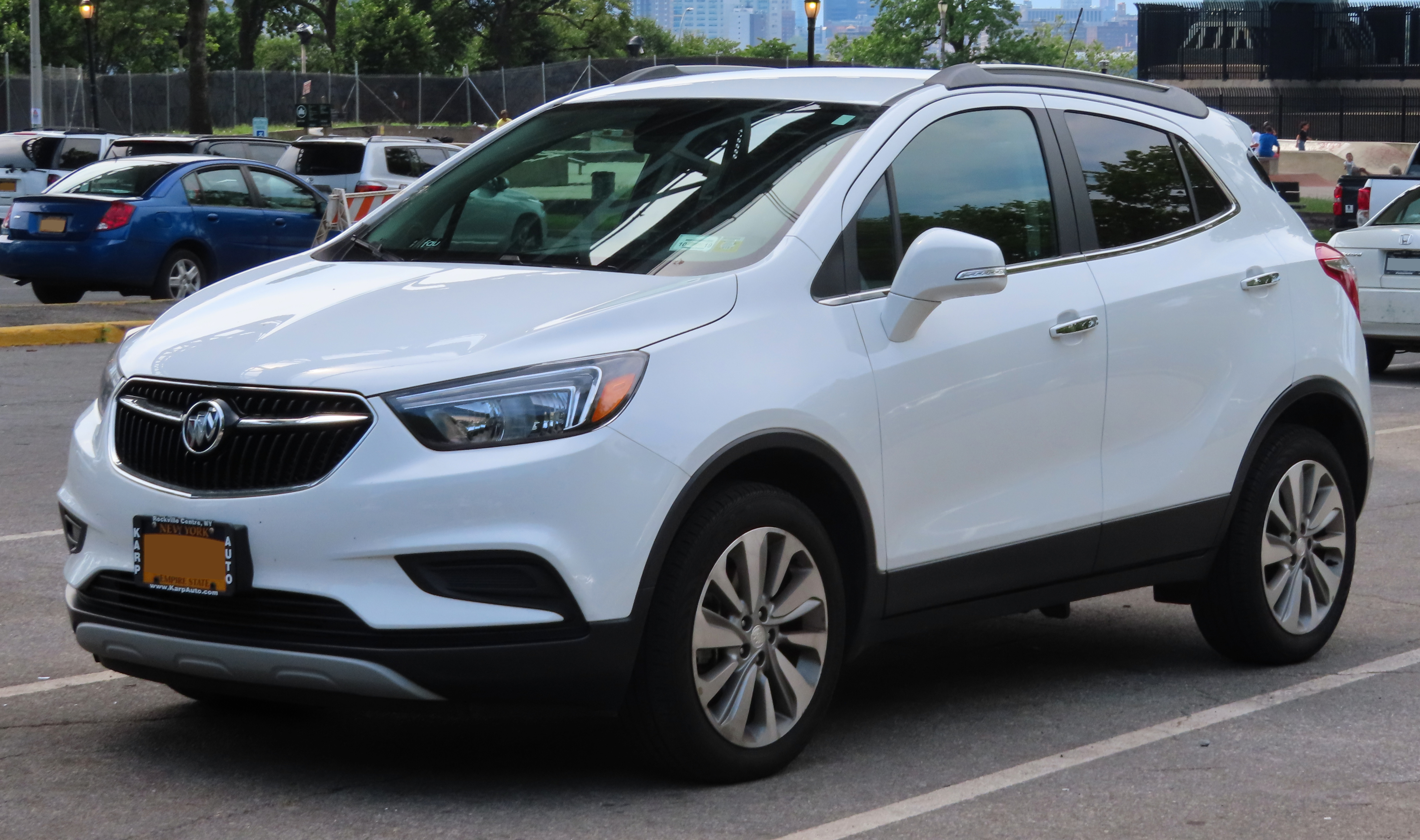
Buick Encore (з 2016)

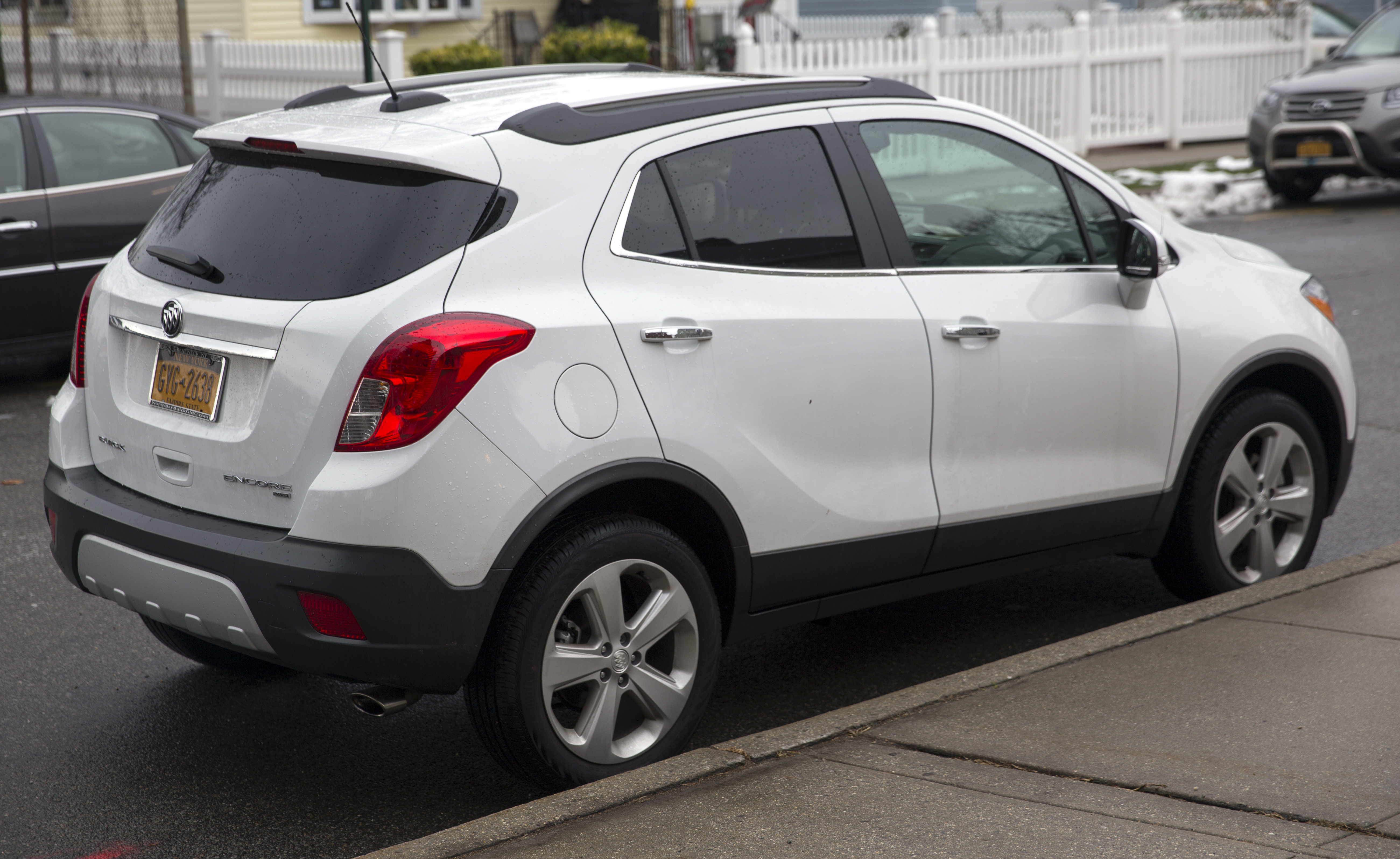

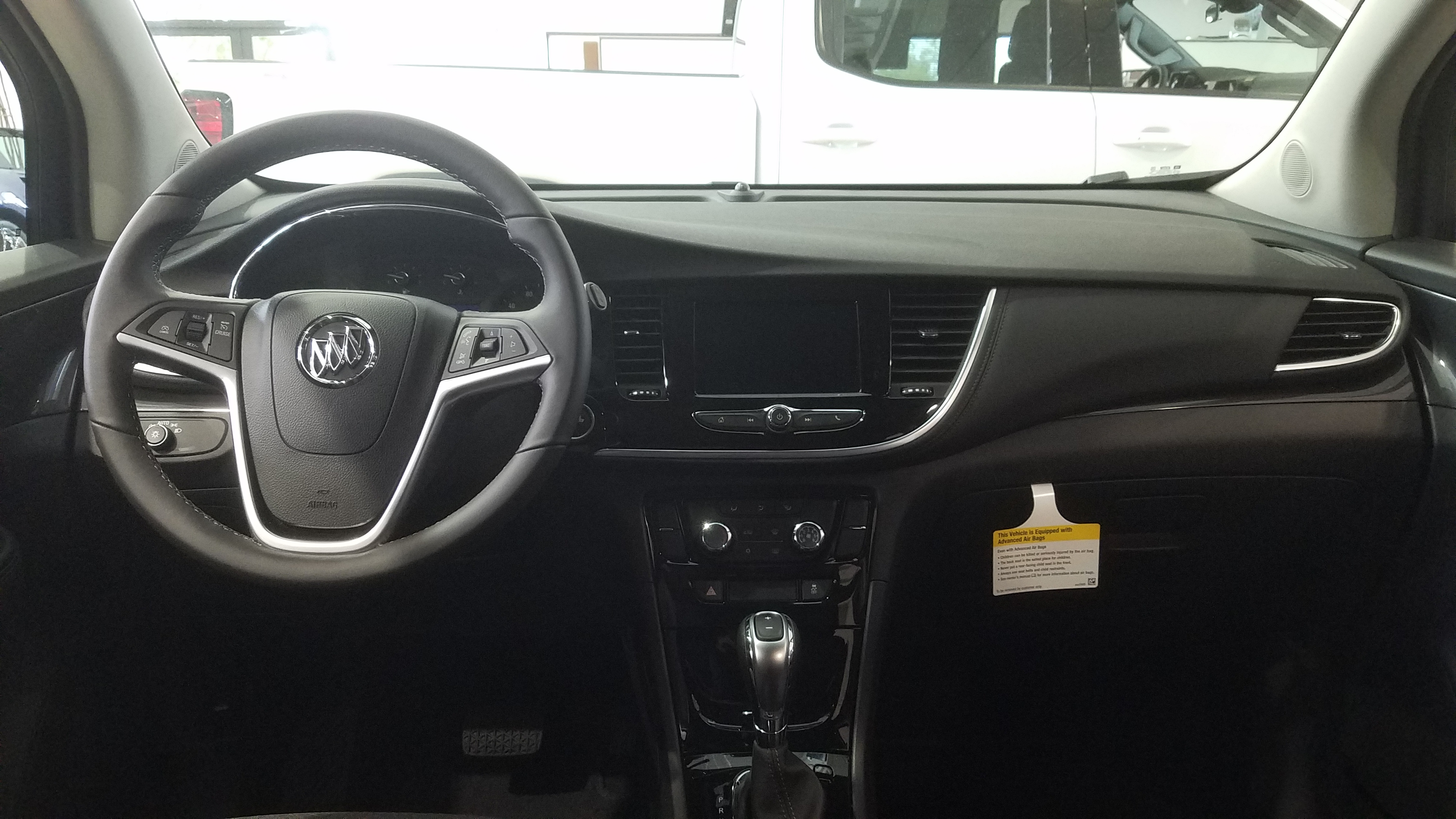

Перше покоління Buick Encore з'явилося в 2012 році практично одночасно з аналогом Opel Mokka. По суті, це одна модель з різними емблемами і ґратами радіатора, але з деяких відмінностями в оснащенні. Пропонувався Encore в США і Китаї (зі своїми особливостями). Автомобіль збудовано на платформі  GM Gamma II і комплектується турбодвигуном 1.4 л A14NET на 140 к.с., 200 Нм, 6-ст. АКПП, переднім або повним приводом.
У квітні 2016 року на Нью-йоркському міжнародному автосалоні представили оновлений Encore, зміни торкнулися не тільки зовнішності, але і істотно перетворив інтер'єр: були перекроєні і панель приладів, і центральна консоль. На версії Sport Touring з'явився двигун 1.4 л B14XFT (LE2) потужністю 155 к.с., крутний момент - 240 Нм. В продаж автомобіль надійшов з червня 2016 року.
В моделей 2020 року залишився лише один 1.4-літровий 4-циліндровий турбодвигун на 138 к.с. і 201 Нм. Компонується він шестиступінчастою АКПП. З приводом на передні колеса кросовер витрачає 9.4 л/100 км у місті та 7.1 л/100 км за його межами. З доступним повним приводом показники змінюються на 10.2 і 7.8 л/100 км відповідно.
Виробник зменшив кількість комплектацій Buick Encore для 2021 модельного року. Замість чотирьох варіантів оснащення доступні лише два: Basic та Preferred.
У 2022 модельному році Buick змінив силовий агрегат на Encore. Тепер під капотом кросовера знаходиться 155-сильний 1,4-літровий двигун.

### Двигуни
| Модель                | Код двигуна | Об'єм см³ | Циліндри/ Клапани | Потужність кВт (к.с.) при об/хв | Крутний мемент Нм при об/хв | Роки виробництва |           |
| Бензинові             | Бензинові   | Бензинові | Бензинові         | Бензинові                       | Бензинові                   | Бензинові        | Бензинові |
| --------------------- | ----------- | --------- | ----------------- | ------------------------------- | --------------------------- | ---------------- | --------- |
| 1.4 DOHC turbocharged | A14NET      | 1364      | 4/16              | 103 (140) / 4900-6000           | 200 / 1850-4900             | з 06/2012        |           |
| 1.4 SIDI Turbo        | B14XFT      | 1364      | 4/16              | 112 (152) / 5000-5600           | 235 / 1850-4900             | з 09/2016        |           |

## Друге покоління (2019-2022)

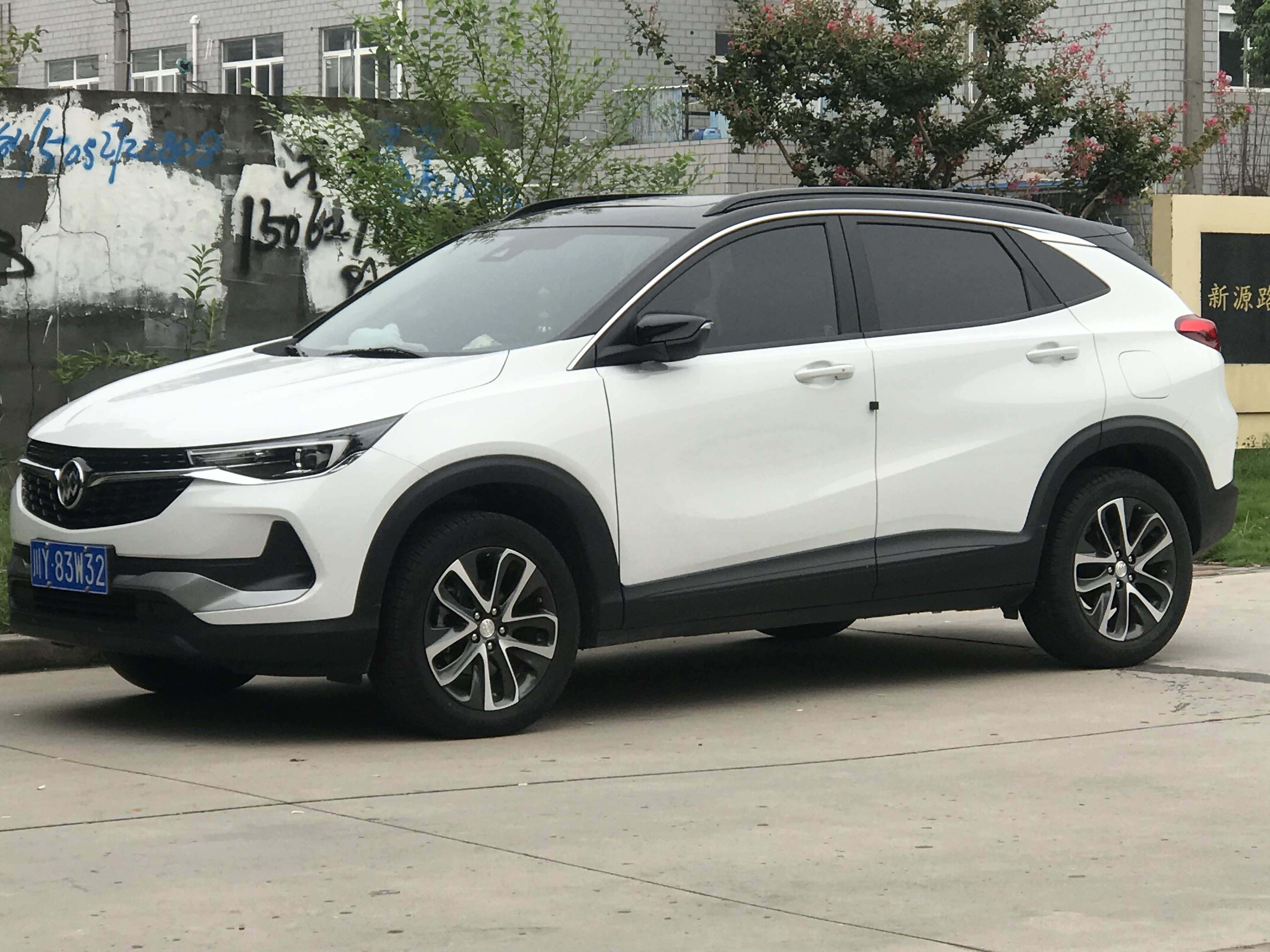
Buick Encore II

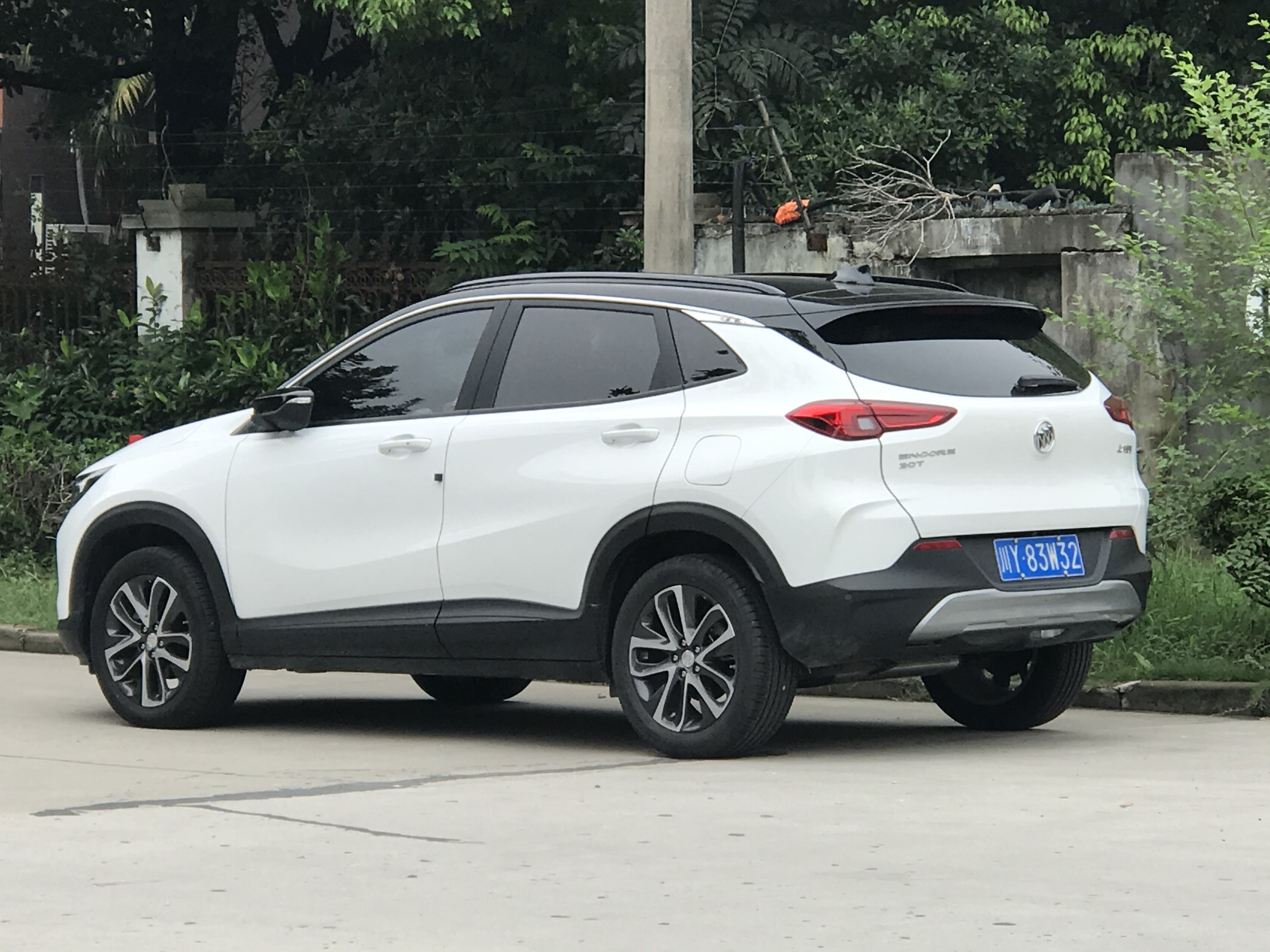
Buick Encore II

В квітні 2019 року на автосалоні в Шанхаї дебютував новий Buick Encore для китайського ринку. Компактний автомобіль побудований на глобальній платформі GM GEM (Global Emerging Markets), що дебютувала на седані Excelle 2018 року. Вона ж дісталася новому Chevrolet Tracker, седану Chevrolet Onix нового покоління, а ще її обіцяють маленькому пікапу GM.
Машина отримає восьме покоління агрегатів Ecotec, варіатор і 9-ст. АКПП.

### Двигуни
- 1.0 L B10XFT (Ecotec) I3 turbo 125 к.с. 180 Нм
- 1.3 L A13NFT (L3T Ecotec) I3 turbo 165 к.с. 240 Нм

## Buick Encore GX (з 2019)

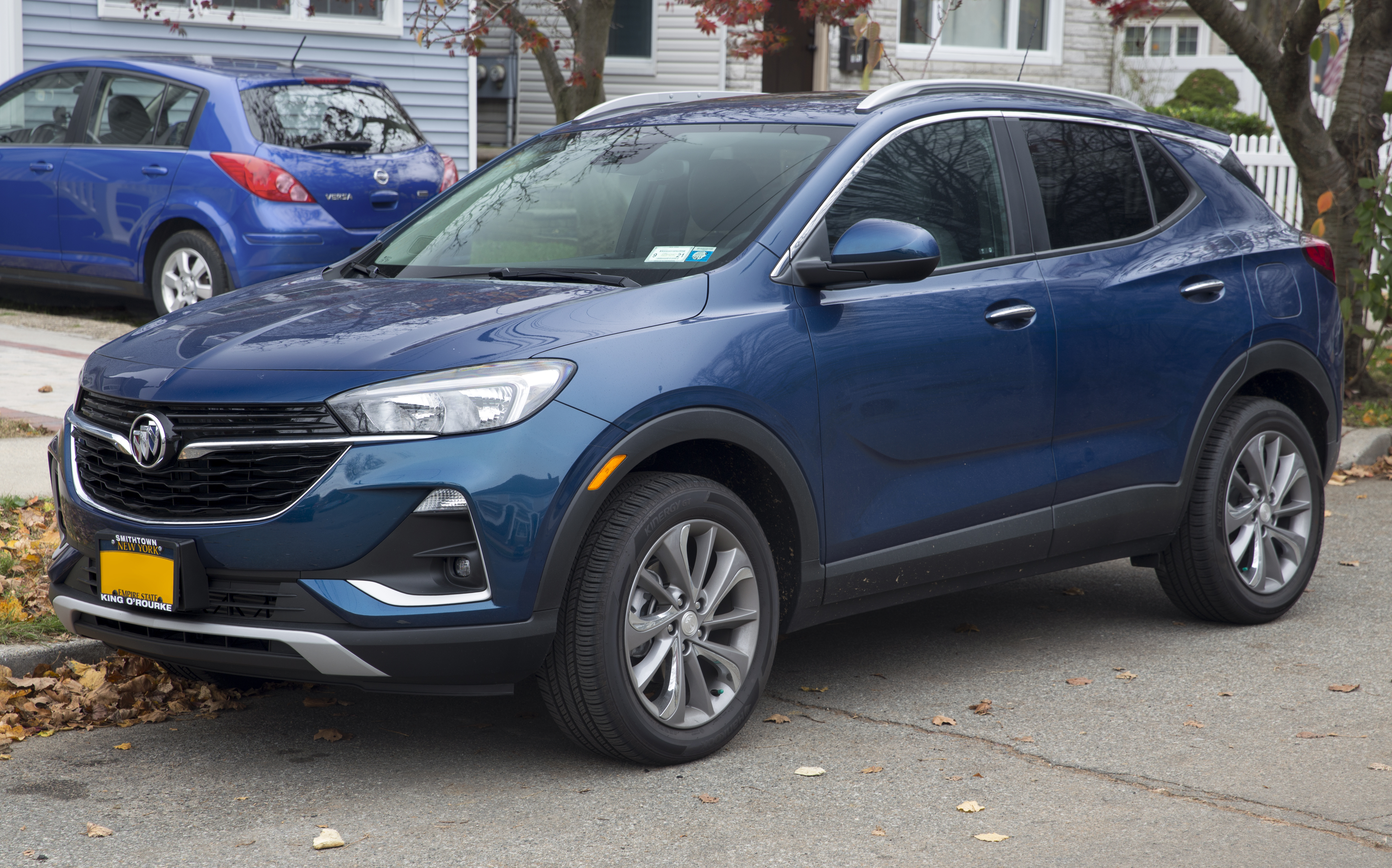
Buick Encore GX (2019-2023)

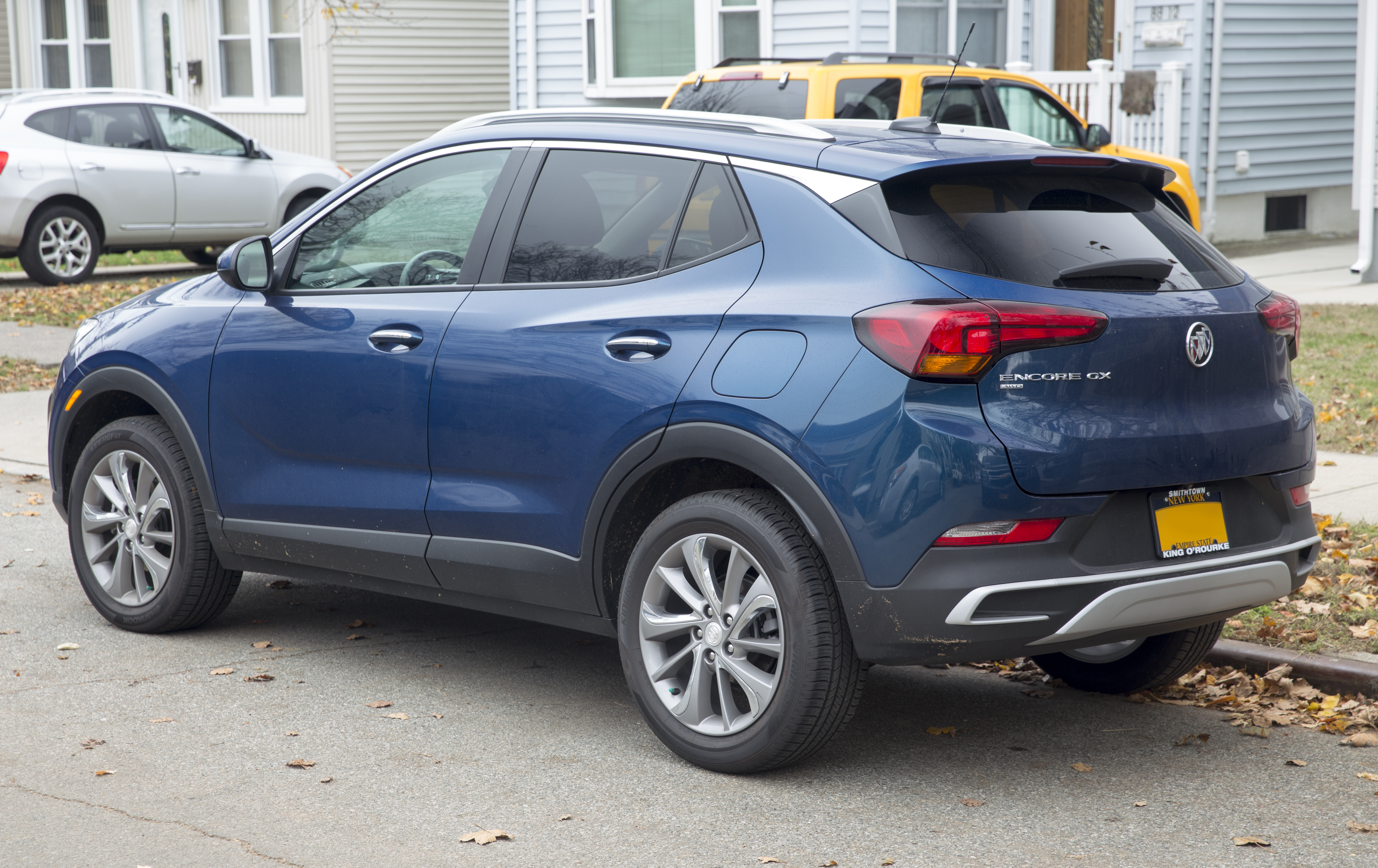
Buick Encore GX (2019-2023)

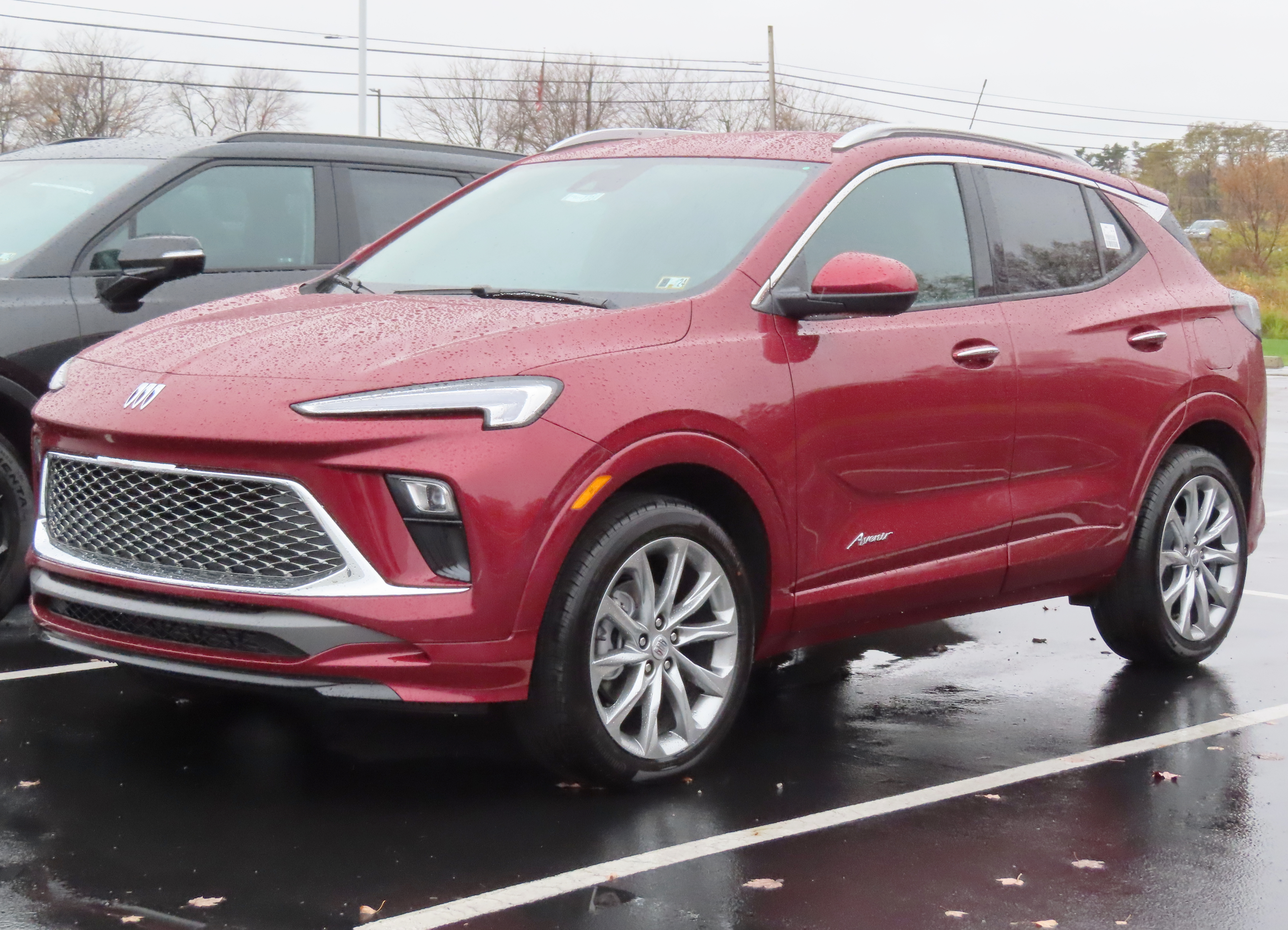
Buick Encore GX (з 2023)

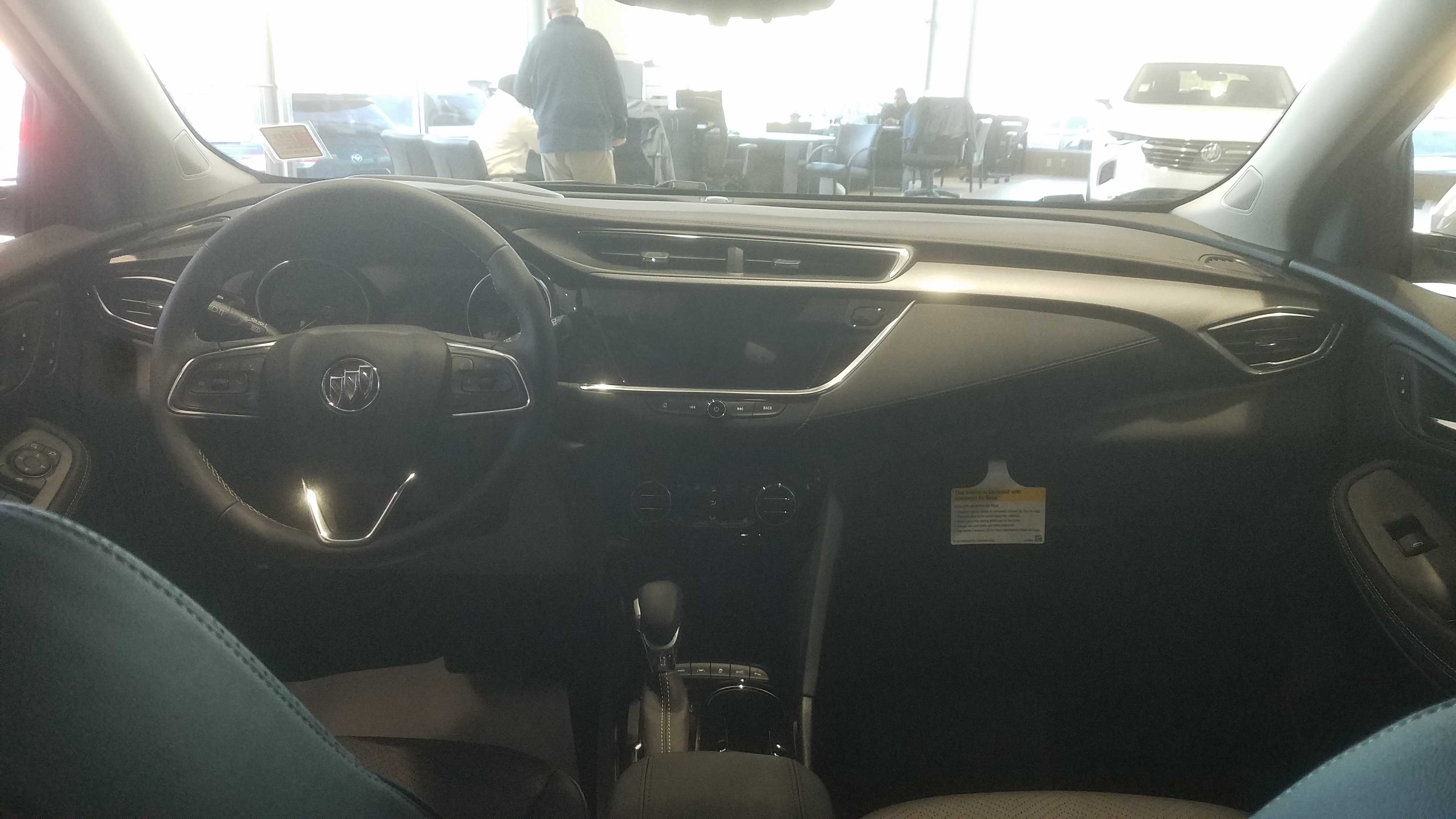

Разом з Encore II в Китаї дебютував і паркетник під назвою Buick Encore GX. Розробники підносять його як «подовжений Encore» (довжина 4463 мм, база 2640 мм проти 4295 і 2570 відповідно). Однак на ділі ці машини об'єднує тільки ім'я і деяка схожість стилю. За попередніми даними, Encore GX буде комплектуватись турботродвигуном 1.3 потужністю 165 к.с.
У GX зовсім інші панелі кузова. Кросовер Encore GX побудований на сучасній модульній платформі GM VSS-F, а не GEM. Платформа VSS-F (у якій є кілька підвидів) представляється концерну GM більш глобальною, а GEM (еволюція GM Gamma II) - адресована моделям для ринків, що розвиваються, зокрема, Південній Америці, Мексиці, Китаю, Південно-Східної Азії.
З весни 2020 року автомобіль продається в США в двох версіях. звичайній та Sport Touring, разом з подібним Chevrolet TrailBlazer.

### Двигуни
- 1.2 L A12NFT (LIH Ecotec) I3 137 к.с. 225 Нм
- 1.3 L A13NFT (L3T Ecotec) I3 165 к.с. 240 Нм

## Продажі
| Рік  | США     | Китай  |
| ---- | ------- | ------ |
| 2013 | 31,956  | 61,563 |
| 2014 | 48,892  | 82,346 |
| 2015 | 67,549  | 82,013 |
| 2016 | 78,565  | 71,945 |
| 2017 | 88,035  | 41,129 |
| 2018 | 93,073  | 15,177 |
| 2019 | 102,402 | 21,381 |